# ニコライ・キバリチチ

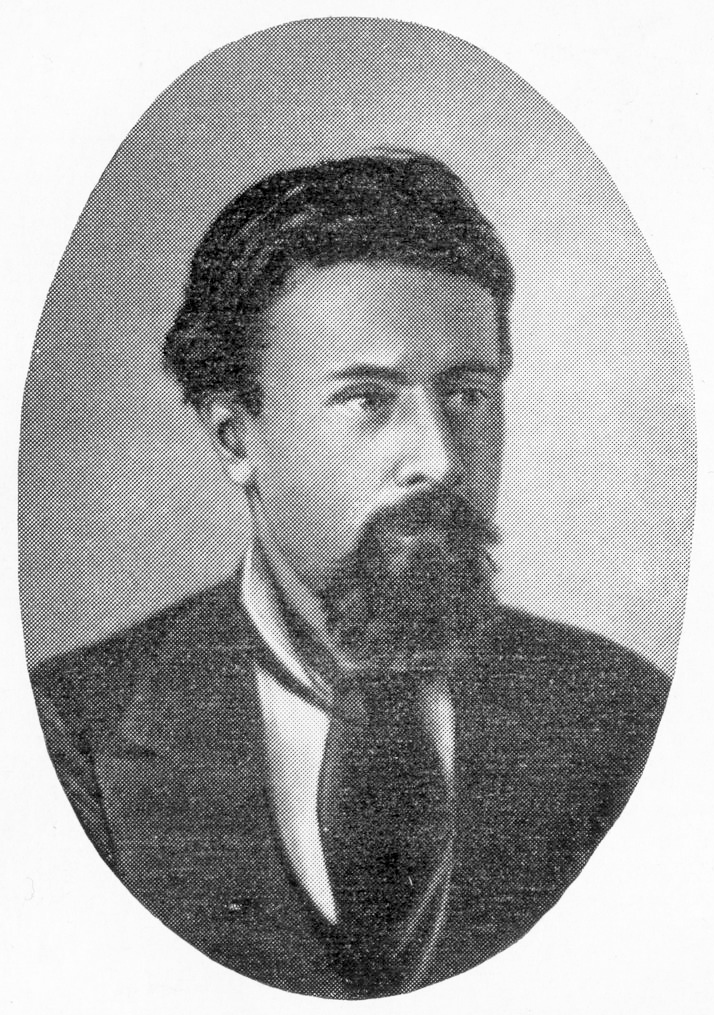
ニコライ・イヴァノヴィチ・キバリチチ

ニコライ・キバリチチ（ロシア語: Николай Иванович Кибальчич, ラテン文字転写: Nikolai Ivanovich Kibal'chich, 1853年10月31日 - 1881年4月15日）は、ロシアの革命家である。「人民の意志」派のアレクサンドル2世の暗殺事件で爆弾を準備し、死刑に処された。ロケット推進による、大気中飛行の構想を逮捕から処刑までの間に獄中でメモとして残した。

## 概要
現在はウクライナにあるKoropという街に、ニコライ・キバリチチは正教会司祭の息子として生まれた。1871年にサンクトペテルブルクの工科学校に入学した。卒業後外科学校に入学したが、1875年に反帝制の文書を所持していた容疑で逮捕され、1878年までシベリアに送られた。帰還後、「人民の意志」派の秘密サークルに加わり、アレクサンドル2世の暗殺計画に加わった。1881年3月1日に、アレクサンドル2世をサンクトペテルブルク市内で暗殺するのに使われた爆弾はキバリチチが準備した。このため、アレクサンドル2世暗殺の主犯として逮捕・起訴され、逮捕から17日後にペトロパヴロフスク要塞内の拘置所にて処刑された。

### ロケット科学者としての一面
アレクサンドル2世暗殺事件の主犯として逮捕され、処刑されるまでの17日間に、キバリチチは火薬を連続的に爆発させることによって推力を得て飛行する構想のメモを残した。キバリチチはこのメモが専門家によって検討されることを望み、メモを拘置所当局に渡したが、何者かによる「このメモを学者に見せることは適当でない。場違いの解釈を受けるであろう」とのコメントが記された文書と共にロシア帝国憲兵団本部の倉庫に保管されることとなった。このメモが世に出たのはロシア革命後のことで、1917年にニコライ・リーニン（Nikolai Rynin）が発見し、執筆から37年がたった1918年、雑誌『ブィロエ』に掲載された。このような経緯ゆえ、キバリチチのメモがコンスタンチン・ツィオルコフスキーに代表されるロシア帝国末期の宇宙活動に直接的な影響を与えることはなかったと考えられているが、「ロケット推進による大気中飛行」を当時のロシアにおいて初めて提唱していたことから、宇宙旅行のパイオニアの1人と評価された。
ただし、アレクサンドル2世暗殺事件の公判における最終陳述でキバリチチは、先述のメモについて「現在、私が練達な専門家とこの発明を討議する機会はありそうもないし、また私の案が許可を得ない人に利用される可能性も存している」と述べ、メモを弁護士に譲渡する意向を示していることから、メモが執筆から37年もの間死蔵された経緯については異説もある。
なお、ロケットのアイデアは独立して1891年にドイツの技術者、ヘルマン・ガンスヴィント（Hermann Ganswindt）が発表している。
こののち、キバリチチの功績をたたえるため、月のクレーターにキバリチチの名前が命名された。

### キバリチチ式手投げ爆弾
キバリチチは「人民の意志」派のために、「キバリチチ式手投げ爆弾」を開発した。

#### 構造
爆弾の中に十字型のガラス管が入っており、縦のガラス管には硫酸、横のガラス管には鉄球が入っている。
投擲して衝撃を与えれば、鉄球がガラス管を割って硫酸が噴き出し、爆薬に点火する。普段は鉄球は針金で固定されており（安全装置）、使用時には針金を引き抜くことで安全装置を解除した。
構造が単純で確実に動作する爆弾として、「人民の意志」だけでなく、のちの社会革命党が多用した。
キバリチチは電気火花を用いて遠隔操作で爆破する爆弾も研究していたが、こちらは開発に失敗した。